# Favorita

Lafavorita de G. Donizetti

Favorita (în franceză La favorite) este o operă în 4 acte de Gaetano Donizetti după un libret de Alfonse Royer, Eugene Scribe und Gustave Vaëz (pe baza narațiunii „Les amants malheureux ou le comte de Comminges“ de François-Thomas-Marie de Baculard d'Arnaud). Opera a fost inițial proiectată în 3 acte sub titlul „L'ange de Nisida“ în toamna anului 1839 pentru Theater de la Renaissance din Paris. Proiectul a fost însă abandonat de compozitor, cea mai mare parte a compoziției fiind integrată în următoarea operă “Favorita”.
Premiera operei a avut loc la Opéra National de Paris în ziua de 2 decembrie 1840, bucurându-se de un mare succes. Până în anul 1904 a fost reprezentată de cca 650 ori pe scena acestei opere.
Locul și anul de desfășurare a acțiunii: Castilia, în jurul anului 1340.

## Personajele principale
- Alfons al XI-lea, regele Castiliei, personaj istoric real (bariton)
- Leonor de Guzman, favorita regelui Alfons al XI-lea (mezzosoprană)
- Ines, confidenta Leonorei de Guzman (soprană)
- Fernando, nobil, amantul Leonorei de Guzman (tenor)
- Balthasar, superiorul mănăstirii San Giacomo (bas)
- Don Gasparo, ofițer al regelui Alfons al XI-lea (tenor)